# Hyalinobatrachium ignioculus
Hyalinobatrachium ignioculus és una espècie de granota que viu a la Guaiana.